# Andreia

População do nome Andreia no mundo

Andreia (ou Andréia) é um prenome da língua portuguesa.

## Pessoas

### Andreia
- Andreia Dinis é uma actriz e modelo portuguesa.
- Andreia Rodrigues é uma modelo e apresentadora de televisão portuguesa que foi eleita Miss Portugal 2008.

### Andréia
- Andréia Suntaque é uma goleira titular da seleção brasileira feminina de futebol.
- Andréia Faria é uma atriz, apresentadora e modelo Brasileira
- Andréia dos Santos é uma futebolista brasileira.
- Andréia Assis Horta é uma atriz brasileira.
- Andréia de Maio foi uma empresária e militante transexual.
- Andréia Rosa é uma futebolista brasileira.